# Война в Тыграе (2020—2022)

Ситуация на 24 ноября 2020 года.

Война́ в Тыгра́е — вооружённое противостояние между  федеральным правительством Эфиопии и властями автономного региона Тыграй, вспыхнувшее 3 ноября 2020 года. На стороне Эфиопии в конфликте приняла участие также соседняя Эритрея.
Причинами войны стало давнее противостояние между правительством Абия Ахмеда Али и властями автономного региона в лице правящей там партии Народный фронт освобождения Тыграй (НФОТ). Абий Ахмед Али с самого начала своего премьерского срока прилагал усилия для снижения влияния НФОТ. В ответ НФОТ игнорировал отдельные федеральные акты и указания на территории региона.
Военные преступления совершались всеми сторонами конфликта. Ряд источников сообщает, что федеральные войска проводили этнические чистки в регионе Тыграй. В июне 2024 года исследовательский институт New Lines Institute опубликовал отчет о военных преступлениях, совершенных различными сторонами конфликта в Тыграе, в котором утверждается, что преступления вооруженных сил Эфиопии и амхарского ополчения могут составлять геноцид народа Тыграй.
Наступление на мятежную провинцию со стороны правительственных войск в конце 2020 года сменилось контрнаступлением повстанцев и тяжёлым поражением правительственной армии в 2021 году. Но к концу 2021 года повстанцы, испытывая трудности со снабжением, стали терять ранее захваченные территории.
Правительственные войска Эфиопии под непосредственным руководством премьер-министра Абия Ахмеда Али начали успешное контрнаступление. В марте 2022 года Абий Ахмед признал участие в конфликте соседней Эритреи на стороне Эфиопии. Именно с эритрейскими войсками многие исследователи и правозащитники связывают значительное количество преступлений против мирных граждан.
В конце августа 2022 года, когда переговорный процесс зашел в тупик, произошла значительная эскалация конфликта, стороны  мобилизовали сотни тысяч военнослужащих. По оценке исследователя Четилла Тронволля, в сентябре-начале октября 2022 года в столкновениях погибло до ста тысяч комбатантов. Однако уже 2 ноября 2022 года при посредничестве Африканского союза представители эфиопских властей и НФОТ подписали соглашение о прекращении боевых действий.

## Предыстория
2 апреля 2018 года некогда могущественная НФОТ, представленная преимущественно выходцами из Тыграя, была отстранена от власти в федеральном правительстве из-за растущего недовольства в обществе, как реакция на 27 лет репрессий. На закрытых выборах председателя EPRDF члены исполнительного комитета из регионов Амхара, Оромо и Южных национальностей проголосовали за Абия Ахмеда, вопреки НФОТ, который надеялся избрать председателем Шиферо Шигуте. После поражения на выборах и изгнания из федерального правительства должностные лица НФОТ переехали в Тыграй и продолжали управлять регионом в течение трёх лет, часто вступая в конфликт с федеральным правительством. Сообщается, что в одном случае региональная администрация Тыграя бросила вызов федеральному правительству и отказалась разрешить федеральной полиции Эфиопии арестовать Гетачеу Ассефа, бывшего начальника Национальной службы разведки и безопасности (NISS) Эфиопии и исполнительного члена НФОТ.
1 декабря 2019 года премьер-министр Абий Ахмед Али объединил этнические и региональные партии Революционно-демократического фронта эфиопского народа, правившего Эфиопией 27 лет, в новую Партию процветания. НФОТ, политически влиятельная организация, которая доминировала в политике Эфиопии в течение этих 27 лет, отказалась присоединиться к новой партии и утверждала, что Абий Ахмед стал незаконным правителем, перенеся общие выборы, назначенные на 29 августа 2020 года (которые Абий уже дважды откладывал до этого) до неопределённой даты в 2021 году из-за COVID-19.
9 сентября 2020 года власти региона Тыграй провели всеобщие региональные выборы в Совет представителей Тыграя, несмотря на запрет федерального правительства, которое отменило проведение выборов в регионах из-за пандемии COVID-19. Парламент Эфиопии признал выборы неконституционными. Это решение спровоцировало осложнение отношений между центральным правительством и властями автономии. На выборах в Тыграе победил НФОТ.
В октябре 2020 года отношения между правительством Эфиопии и властями Тыграя существенно ухудшились. Премьер-министр Эфиопии Абий Ахмед Али отказался признавать итоги выборов в Тыграе, в ответ власти автономии заявили, что не признают федеральное правительство легитимным. 8 октября парламент Эфиопии разорвал отношения с Советом представителей Тыграя и региональными исполнительными властями.
Боевые действия между НФОТ и федеральным правительством начались с нападений 4 ноября на базы Северного командования и штаб-квартиры сил национальной обороны Эфиопии в районе Тыграй силами безопасности НФОТ и с наступления эфиопской армии на Тыграй в тот же день, что федеральные власти охарактеризовали как акцию полиции. Федеральные силы захватили столицу Тиграя Мэкэле 28 ноября, после чего премьер-министр Абий объявил операцию в Тыграе «оконченной». В конце ноября НФОТ заявила, что будет продолжать боевые действия до тех пор, пока «захватчики» не уйдут. Массовые внесудебные казни мирных жителей имели место в ноябре и декабре 2020 года в Адиграте и его окрестностях и Хагере Селам, в лагере беженцев Хитсатс и в Хумере, Май Кадра Дебре Аббай, и церковь Мариам Цыйон.

## Хронология войны

### 2020 год
3 ноября эфиопские власти заявили, что Народный фронт освобождения Тыграй совершил серию нападений на части правительственной армии в Мэкэле и на границе с регионом Амхара. В результате погибли несколько эфиопских солдат, повреждения получила бронетехника. В тот же день федеральный парламент предложил признать Народный фронт освобождения Тыграя террористической организацией.
4 ноября в регионе Тыграй было введено чрезвычайное положение, к его границам начали стягиваться подразделения вооружённых сил Эфиопии. Одновременно с этим лидер региона Тыграй и председатель НФОТ Дебрецион Гебремикаэль привёл ополчение, военизированные формирования автономии и Народный фронт освобождения Тыграй в полную боеготовность.
Власти Эфиопии отключили в Тыграе электричество, телефонную связь и интернет. В Мэкэле была слышна стрельба. Федеральные СМИ Эфиопии сообщили о первых жертвах столкновений на границе.
5 ноября самолёты ВВС Эфиопии нанесли авиаудар по Мэкэле.
6 ноября самолёты ВВС Эфиопии нанесли новые авиаудары по региону Тыграй. Власти Эфиопии заявили об уничтожении зенитных ракет, снарядов и ПЗРК НФОТ.
7 ноября премьер-министр Эфиопии Абий Ахмед Али заявил, что силы НФОТ атаковали 22 объекта федеральной полиции и эфиопской армии в регионе Тыграй. Премьер-министр подтвердил, что по захваченной региональными войсками артиллерии были нанесены удары с помощью ВВС Эфиопии.
7 ноября парламент Эфиопии принял решение о создании временной администрации на территории региона Тыграй.
8 ноября министерство иностранных дел Эфиопии провело пресс-конференцию для иностранных дипломатов в Аддис-Абебе по поводу правительственной операции в регионе Тыграй. МИД Эфиопии подчеркнул, что цели операции — защита частей эфиопской армии и полиции в Тыграе от атак НФОТ и уничтожение захваченного НФОТ оружия, которые может быть применено против эфиопских граждан.
8 ноября премьер-министр Эфиопии сообщил, что при нанесении авиаударов по позициям НФОТ эфиопские ВВС применили беспилотные летательные аппараты.
8 ноября Национальный банк Эфиопии принял решение закрыть все банки в Тыграе в целях давления на НФОТ.
Президент региона Тыграй Дебрецион Гебремикаэль заявил, что Тыграй будет защищаться от ВС Эфиопии вплоть до готовности эфиопского правительства к мирным переговорам.
Представители Минобороны Эфиопии заявили, что лидеры НФОТ используют ополченцев младше 18 лет для участия в боях против правительственной армии.
9 ноября федеральные войска Эфиопии заняли аэропорт Хумера на западе региона Тыграй, несколько населённых пунктов и дорогу, связывающую Тыграй и Судан.
9 ноября НФОТ сообщил на своей официальной странице о том, что 8 ноября в 5:00 утра тыграйские войска сбили над Мэкэле боевой самолёт ВВС Эфиопии. Было заявлено, что в эфиопский самолёт попала зенитная ракета сил ПВО НФОТ.
Лидер НФОТ и президент региона Тыграй Дебрецион Гебремикаэль заявил, что Эритрея начала военное вторжение в Тыграй с целью атаки на НФОТ и поддержки федеральных войск Эфиопии. В Эритрее заявили, что не отправляли войска в Тыграй.
В районе плотины Текезе 250—300 бойцов НФОТ атаковали группу из 30 федеральных полицейских Эфиопии, охранявших плотину, при нападении погибли и пострадали 19 эфиопских полицейских.
10 ноября эфиопские власти заявили, что мирные переговоры с Тыграем возможны лишь после разоружения региональных войск, ареста руководителей региона Тыграй и НФОТ и освобождения задержанных в Тыграе эфиопских федеральных чиновников.
11 ноября ВВС Эфиопии нанесли массированные удары по складам оружия и горючего НФОТ.
Вечером 11 ноября президент региона Тыграй Дебрецион Гебремикаэль и региональное правительство объявили в Тыграе всеобщую мобилизацию населения для противостояния эфиопской армии.
12 ноября федеральные власти Эфиопии заявили, что ВС Эфиопии заняли Западный Тыграй, одержав там победу над силами НФОТ.
Парламент Эфиопии проголосовал за лишение 39 лидеров НФОТ, включая президента Тыграя Дебрециона Гебремикаэля, парламентского иммунитета и за предъявление им уголовного обвинения за мятеж против федеральных властей.
Власти региона Тыграй в связи с продолжающимся эфиопским наступлением объявили в четверг чрезвычайное положение на территории всего автономного региона.
Правозащитные организации и власти региона Амхара заявили, что в городе Май-Кадера на западе региона Тыграй было совершено нападение на мирное население. Они обвинили специальную полицию Тыграя и НФОТ в убийстве десятков местных жителей из народности амхара с помощью топоров и мачете.
Полиция города Аддис-Абеба заявила, что в столице Эфиопии арестованы 242 сторонника НФОТ и повстанческих группировок из региона Оромия, у которых изъяты 700 единиц огнестрельного оружия, 18 взрывных устройств и свыше 4600 патронов. Было заявлено, что они якобы планировали диверсии и атаки в Аддис-Абебе в поддержку НФОТ.
13 ноября правительство Эфиопии заявило, что президент региона Тыграй Дебрецион Гебремикаэль официально отправлен в отставку, а новым главой региона и руководителем Временной администрации Тыграя назначен Мулу Нега. НФОТ и Дебрецион Гебремикаэль отказались признавать данное решение эфиопских властей.
НФОТ обвинил федеральные войска Эфиопии в сознательном ударе по плотине Текезе и гидротехническим сооружениям в регионе Тыграй, заявив, что это вызвало проблемы с электричеством в Тыграе.
Поздно вечером 13 ноября силы НФОТ выпустили ракеты по городам Гондэр и Бахр-Дар в регионе Амхара, в результате обстрела повреждён аэропорт Гондэра.
14 ноября власти Эфиопии заявили, что в результате ракетного обстрела аэродромов в Гондэре и Бахр-Даре силами НФОТ погибли 2 эфиопских солдата, ещё 15 солдат ВС Эфиопии ранены. Одновременно с этим лидеры НФОТ пригрозили нанести удары по городам Массауа и Асмэра в государстве Эритрея, повторно обвинив эритрейские власти в поддержке правительства Эфиопии в войне в Тыграе.
Боевые действия вынудили тысячи человек покинуть свои дома. Многие из них бежали в соседний Судан, где для беженцев из Эфиопии были развернуты лагеря временного содержания.
Утром 15 ноября было объявлено, что силы НФОТ нанесли ракетный удар по Эритрее, как минимум 2 ракеты попали в аэропорт города Асмэра.
16 ноября правительство Эфиопии заявило, что эфиопская армия заняла город Аламата на юго-востоке региона Тыграй.

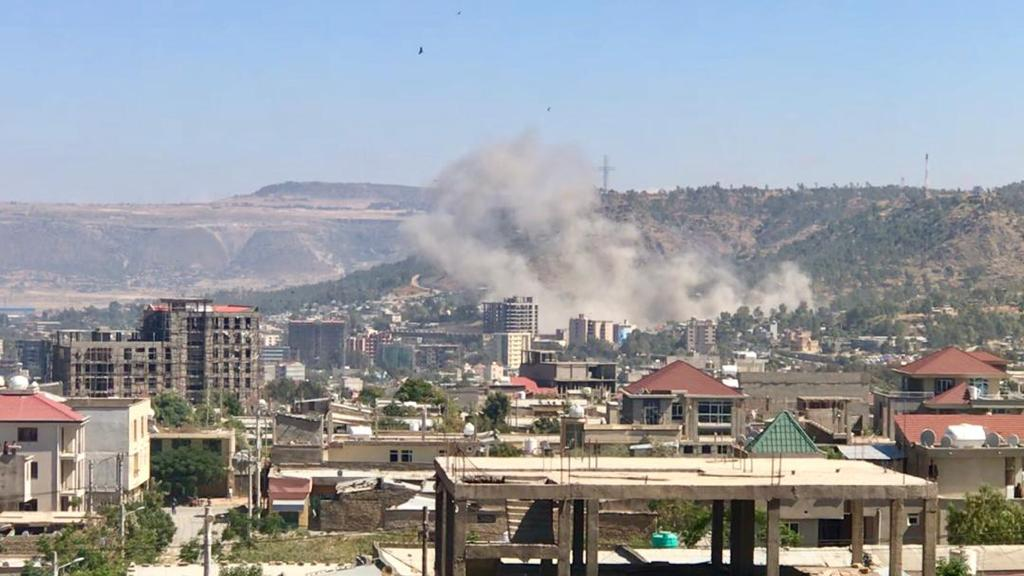
Последствия авиаудара по Мэкэле, 16 ноября 2020 года

16 ноября ВВС Эфиопии нанесли очередные авиационные удары по пригородам столицы Тыграя, города Мэкэле.
17 ноября премьер-министр Эфиопии Абий Ахмед Али заявил, что срок его ультиматума о капитуляции тыграйских войск истёк, поэтому эфиопская армия начинает в регионе решающее наступление.
17 ноября правительственные войска Эфиопии заняли город Шир и районы Черчер и Гагуфто-Мехони в Тыграе, разрушив бетонные укрепления НФОТ и продолжив наступление на Мэкэле.
19 ноября лидер НФОТ Дебрецион Гебремикаэль заявил, что в настоящее время идёт битва за контроль над городом Аксум между тыграйскими и эфиопским силами.
НФОТ на своей официальной странице заявил о том, что за две недели боевых действий войска Тыграя захватили много танков, тяжёлой артиллерии и РСЗО эфиопской армии.
20 ноября тыграйские силы выпустили 3 ракеты по городу Бахр-Дар, 2 ракеты упали рядом с местным аэропортом, а третья ракета упала на кукурузное поле.
20 ноября правительство Эфиопии заявило о взятии эфиопской федеральной армией городов Адуа и Аксум в регионе Тыграй и о наступлении на город Адди-Грат.
Представители НФОТ заявили, что в результате ожесточённых боёв за город Адди-Грат погибли 9 мирных жителей.
21 ноября ВС Эфиопии заявили о полном контроле над городом Адди-Грат и о наступлении на Мэкэле.
22 ноября эфиопское министерство обороны заявило о том, что федеральные войска взяли город Идага-Хамус в 97 км от Мэкэле.
Вечером 22 ноября премьер-министр Эфиопии Абий Ахмед Али дал тыграйским силам 72 часа на сдачу города Мэкэле. В случае, если город не будет сдан, Абий Ахмед Али пообещал штурм.
Вертолеты ВВС Эфиопии пролетели над Мэкэле и сбросили листовки с призывами к местным жителям в ближайшее время не покидать своих домов.
23 ноября в СМИ и соцсетях появилась информация о том, что тыграйские силы выпустили несколько ракет по городу Бахр-Дар, однако эта информация не была подтверждена или опровергнута эфиопским правительством. Через несколько часов эфиопская правительственная группа по Тыграю официально подтвердила, что утром 23 ноября силы НФОТ выпустили по Бахр-Дару ракеты, при этом жертв и разрушений нет.
Лидер НФОТ Дебрецион Гебремикаэль отверг ультиматум о сдаче Мэкэле и заявил, что «его народ готов умереть, защищая свою Родину».
В ходе боестолкновений 23 ноября тыграйские войска сбили 1 вертолёт ВВС Эфиопии и уничтожили 2 танка правительственной армии.
24 ноября ВВС Эфиопии уничтожили реактивные гранатомёты тыграйских войск в Ми-Медене, недалеко от Мэкэле.
Эфиопские власти заявили, что НФОТ разместил свои лучшие военные подразделения в Мэкэле и готовит вооружённую атаку на города Асмэра и Аддис-Абеба.
26 ноября эфиопские правительственные войска начали штурм окрестностей Мэкэле.
Лидер НФОТ Дебрецион Гебремикаэль заявил, что его силы готовы стоять насмерть для защиты Мэкэле.
Вечером 27 ноября силы НФОТ выпустили по меньшей мере 4 ракеты по городу Асмэра в Эритрее, все ракеты упали вблизи жилых кварталов.
28 ноября представители НФОТ заявили о том, что город Мэкэле подвергся интенсивной бомбардировке со стороны федеральных сил.
28 ноября командование ВС Эфиопии заявило о том, что Мэкэле находится под полным контролем правительственной армии.
28 ноября премьер-министр Эфиопии Абий Ахмед Али заявил о завершении военной операции в Тыграе и победе правительственных сил.
Лидер НФОТ Дебрецион Гебремикаэль заявил, что вооружённая борьба против эфиопских федеральных сил будет продолжена.
Вечером 28 ноября силы НФОТ выпустили по меньшей мере 6 ракет по городу Асмэра в Эритрее.
29 ноября силы НФОТ сбили боевой самолёт ВВС Эфиопии.Согласно заявлению лидера Тыграя Дебрециона Гебремикаэля, пилот истребителя попал в плен к тыграйским силам.
Вечером 29 ноября силы НФОТ заявили, что вернули контроль над городом Аксум.
1 декабря федеральным властям Эфиопии сдалась 47-летняя Керия Ибрагим, член ЦК НФОТ, глава женской организации НФОТ и бывшая пресс-секретарь федерального парламента.
3 декабря эфиопские федеральные войска блокировали беженцев из региона Тыграй на границе с Суданом при попытке перейти на суданскую территорию.
4 декабря эфиопские федеральные власти заявили, что многие командиры тыграйского ополчения и эфиопские офицеры, перешедшие на сторону НФОТ в начале войны, арестованы либо убиты. В ответ на это заявление лидер НФОТ Дебрецион Гебремикаэль обвинил эфиопскую армию и ВС Эритреи в массовых грабежах на территории региона Тыграй.
6 декабря вооруженные силы Судана заняли спорные территории между регионом Тыграй и Суданом.
7 декабря на севере региона Тыграй, при попытке посетить лагерь беженцев из Эритреи, была заблокирована и обстреляна группа сотрудников ООН.
8 декабря эфиопские власти выдали ордера на арест 10 офицеров федеральной полиции Эфиопии, перешедших на сторону НФОТ во время проведения военной операции в регионе Тыграй.
Власти Эфиопии заявили, что на территории региона Тыграй продолжили сопротивление остатки тыграйского спецназа и ополчения.
10 декабря международная группа помощи беженцам в регионе Тыграй сообщила, что один её сотрудник был убит в городе Шир.
В тыграйских СМИ и эфиопских соцсетях появилась информация о том, что силы НФОТ сбили истребитель МиГ-23 ВВС Эфиопии, однако эта информация не была официально подтверждена.
10 декабря перед эфиопским судом предстал Аддисалем Балема, член ЦК НФОТ и экс-заместитель президента региона Тыграй Дебрециона Гебремикаэля, арестованный в Аддис-Абебе через несколько дней после начала войны.
11 декабря представители Госдепартамента США потребовали немедленно вывести эритрейские войска из региона Тыграй, подчеркнув, что информация о нахождении эритрейской армии в Тыграе заслуживает доверия.
12 декабря следственная комиссия по чрезвычайному положению и федеральный парламент обвинили суданскую армию в нападениях на мирное население в регионе Тыграй в результате сговора с НФОТ.
13 декабря власти Эфиопии выдали ордера на арест 40 армейских офицеров, перешедших на сторону НФОТ в начале войны.
16 декабря, со ссылкой на высокопоставленных южносуданских чиновников, появилась информация о том, что Дебрецион Гебремикаэль запросил политическое убежище в государстве Южный Судан.
16 декабря, во время патрулирования на границе Судана и региона Тыграй, суданские военные подверглись нападению солдат ВС Эфиопии и регионального ополчения Амхара, в результате чего несколько суданских офицеров были убиты и ранены.
20 декабря стало известно о том, что большинство лидеров НФОТ, по некоторым данным — более 70 человек, сумели уйти в горные районы региона Тыграй.
27 декабря в ряде соцсетей Эфиопии появилась информация о гибели в Тыграе 14 эритрейских солдат.
30 декабря эфиопские вооружённые силы захватили РСЗО, реактивные снаряды и оперативно-тактические ракеты сил НФОТ, предположительно использовавшиеся при ракетных обстрелах Бахр-Дара, Гондэра и Асмэры.
31 декабря силы НФОТ заявили, что более 120 эфиопских солдат погибли в результате засады, устроенной войсками НФОТ на бригаду вооружённых сил Эфиопии в районе Цзунги.

### 2021 год

Карта военных действий в Эфиопии

7 января командование эфиопской армии заявило, что в результате операции вооружённых сил и органов безопасности Эфиопии были убиты четыре высокопоставленных члена НФОТ: глава Бюро по связям с общественностью НФОТ Секотуре Гетачью, бывший директор Эфиопского вещательного агентства Зерай Асгедом, руководитель финансового бюро региона Тыграй Даниэль Ассефа и глава тыграйского СМИ «Dimtsi Woyane» Абебе Асгедом.
7 января вооружённые силы Эфиопии арестовали 9 высокопоставленных членов НФОТ, среди которых экс-спикер Тыграйского регионального совета Кидусан Нега и экс-глава торгового бюро региона Тыграй Гебремедхин Тевольде.
8 января эфиопская армия провела спецоперацию в районе Кола Тембеин в регионе Тыграй, в результате которой был арестован Себхат Нега, один из основателей НФОТ и главный идеолог организации. В ходе операции были также арестованы два полковника тыграйских войск и жена Себхата Нега, несколько телохранителей Себхата Нега и женщина-активистка НФОТ были убиты в перестрелке с правительственной армией.
10 января, в результате спецоперации в горных районах региона Тыграй, эфиопские вооружённые силы арестовали 7 высокопоставленных членов НФОТ, среди которых Абай Велду, бывший председатель НФОТ (2012—2017) и бывший президент региона Тыграй (2010—2018), и Абрахам Текезе, бывший вице-президент региона Тыграй и бывший министр финансов Эфиопии. В ходе спецоперации были убиты 15 членов НФОТ, среди которых генерал-майор Ибрагим Абдулджелил, ранее руководивший управлением материально-технического обеспечения эфиопской армии и перешедший на сторону НФОТ в ходе войны.
13 января в ходе спецоперации эфиопских вооружённых сил были убиты 3 высокопоставленных члена НФОТ: бывший министр иностранных дел Эфиопии (1991—2010) Сейюм Месфин, член исполнительного комитета НФОТ Асмелаш Вольдеселассие и один из основателей НФОТ, бывший член ЦК НФОТ (2001—2018) и бывший министр федеральных дел Эфиопии Абай Цехайе. Во время спецоперации были также арестованы 3 полковника тыграйских сил и командир тыграйского спецназа Гебрекидан Асгедом.
15 февраля боестолкновения между силами НФОТ и эфиопской федеральной армией произошли в районе городов Гийет и Самре на юго-востоке региона Тыграй.
18 февраля силы НФОТ продолжили наступление в районе населённых пунктов Тембейн, Адди-Хилло и Джувамаре, начатое 8 февраля. Согласно заявлениям представителей НФОТ, в результате боевых действий тыграйские войска захватили 5 танков, 22 военных автомобиля, 177 ракетных снарядов РСЗО и несколько артиллерийских орудий эфиопской федеральной армии. По словам пресс-секретаря тыграйских войск Гебре Гебрецадика, эфиопская армия потеряла в недельных боях с военными силами НФОТ более 500 человек убитыми и более 200 человек ранеными.
19 февраля НФОТ, называя себя правительством Тыграя, заявила о своем стремлении к мирным переговорам, выдвинув восемь предварительных условий.
EEPA сообщает, что около 19 февраля в деревне Хисрет недалеко от Гиджета произошло массовое убийство 100 мирных жителей, последовавшее за военным нападением сил НФОТ.
20 февраля Национальный конгресс Великого Тыграя (Baytona), Партия независимости Тыграя (TIP) и Салсай Вейане Тигрей (SAWET) опубликовали шесть требований, касающихся мирного процесса, к международному сообществу.
26 февраля Фицум Берхане, переводчик The Financial Times (FT), был арестован в своем доме в Мэкэле по причине, неизвестной FT.
27 февраля бои усилились по всему региону Тыграй, особенно в Центральной зоне.
1 марта журналист BBC News Гирмай Гебру был задержан вооруженными силами в Мэкэле вместе с четырьмя другими людьми по неизвестной BBC причине. Переводчики, сопровождающие международных журналистов, заявили, что им угрожали арестом или смертью, если они покажут своим гостям братские могилы или другие «чувствительные» места.
1 марта журналисты CNN взяли интервью у Дебрециона Гебремикаэля.
23 марта премьер-министр Эфиопии Абий Ахмед Али подтвердил, что эритрейские войска вошли в Тыграй в ходе войны.
22 июня 64 человека погибли и 180 человек получили ранения при авиаударе, который пришёлся по рынку в районе Тыграй.
28 июня в ходе наступательной операции повстанцев эфиопские войска покинули Мекэле, в город вступили тыграйские войска.
5 августа тыграйские войска взяли город Лалибэла в регионе Амхара.
8 сентября в регионе Амхара от рук повстанцев погибли более ста мирных жителей.
18 октября повстанцы НФОТ убили около 30 мирных жителей во время атак, предпринятых ими в последние дни в штатах Амхара и Афар. Также силы Тыграя сообщили о захвате города Вегель-Тена на севере Эфиопии
28 октября в результате удара ВВС Эфиопии по целям в столице Тыграя погибли 10 человек.
30 октября повстанцы НФОТ вошли в стратегически важный город Дэссе в регионе Амхара на границе с Тыграем. Власти Эфиопии опровергли заявления о взятии повстанцами города Дэссе.
31 октября федеральные силы в Эфиопии вели бои в районе городов Дэссе и Комбольча. Повстанцы штата Тыграй захватили город Комбольча в штате Амхара, через который проходят три стратегические автотрассы в северо-восточной части Эфиопии.
1 ноября власти Эфиопии сообщили о том, что в городе Комбольча сторонниками движения НФОТ было казнено более ста человек.
2 ноября правительство Эфиопии объявило режим чрезвычайного положения в стране. Власти столицы Аддис-Абебы приказали жителям подготовиться к защите города, так как боевики НФОТ заявили о наступлении на столицу.
Однако мятежные племена оромо не смогли скоординировать свои действия с НФОТ, в связи с чем наступление на столицу Эфиопии со всех направлений потерпело неудачу. В результате правительство получило отсрочку, позволяющую ему накопить силы. Из ОАЭ в Аддис-Абебу было осуществлено свыше 90 рейсов военно-транспортных самолетов, которые доставляли различное вооружение, в том числе БПЛА. Китайские ударные БПЛА Wing Loong сыграли ключевую роль в отражении наступления НФОТ.
22 ноября премьер-министр Эфиопии Абий Ахмед заявил, что возглавит национальные силы обороны и лично примет участие в боевых действиях против сепаратистов. 25 ноября правительственные силы начали наступление, в ходе которого вернули контроль над более чем 40 городами в штатах Амхара и Афар, вынудив отряды повстанцев отступить на север, к административной границе Тыграя.
1 декабря армия Эфиопии отбила у повстанцев город Лалибэлу.
12 декабря силы НФОТ вернули Лалибэлу под свой контроль.
21 декабря по меньшей мере 28 человек погибли и более 70 были ранены в результате авиаударов с использованием реактивных самолётов и БПЛА по рынку в городе Аламата на территории Тыграя. Накануне повстанцы Тыграя заявили, что отступают из соседних регионов Амхара и Афар, чего требовало эфиопское правительство в качестве предварительного условия для переговоров с ними.
22 декабря правительственные войска захватили Аламату.

### 2022 год
26 января 2022 года совет министров Эфиопии предложил отменить чрезвычайное положение.
24 марта 2022 года правительство Эфиопии объявило бессрочное гуманитарное перемирие, чтобы разрешить доставку гуманитарной помощи в Тыграй.
24 августа 2022 года руководство НФОТ обвинило федеральные власти Эфиопии в возобновлении наступления на их позиции на севере страны. Оно заявило, что повстанцы ведут бои в районе городов Фано и Волло с подразделениями ополченцев сопредельного штата Амхара.
27 августа 2022 года повстанцы захватили город Кобо после вывода эфиопских войск. Впоследствии, 1 сентября Эфиопия и Эритрея объявили о наступлении на Северный Тыграй. 13 сентября 2022 года НФОТ заявил, что Эритрея захватила Шераро. Днем позже эфиопские авиаудары по Мэкэле убили по меньшей мере десять человек. К середине сентября появились сообщения о том, что Эритрея проводит массовую мобилизацию резервистов страны для отправки в Тыграй. 20 сентября правительство Тыграя заявило, что Эритрея вторглась в регион и что на севере Тыграя идут ожесточенные бои.
2 ноября 2022 года в Претории (ЮАР) представители эфиопских властей и НФОТ подписали соглашение о прекращении боевых действий.

### 2023 год
На начало января 2023 года восстановлено регулярное пассажирское авиасообщение между административным центром Тыграя Мэкэле и столицей Эфиопии Аддис-Абебой.

## Последствия

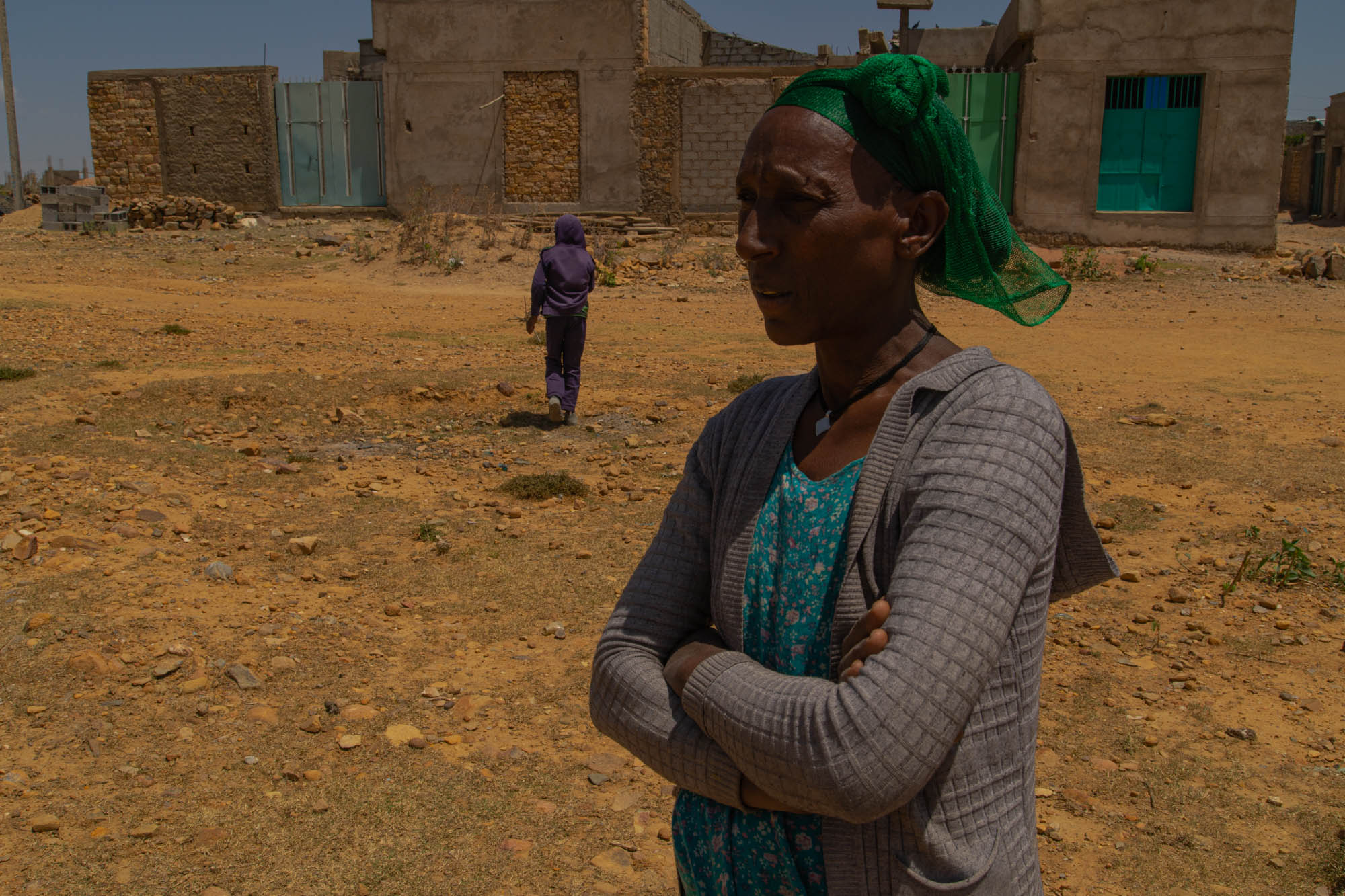
Женщина из города Хавзен рассказывает о гибели мирных жителей в результате войны, 6 июня 2021 года

26 августа 2021 Генеральный секретарь ООН Антониу Гутерриш заявил, что из-за войны более двух миллионов человек были вынуждены покинуть свои дома, миллионы срочно нуждаются в гуманитарной помощи, включая воду, продовольствие, убежище и медицинское обслуживание. По словам Гутерриша, по меньшей мере 400 тысяч тыграйцев живут впроголодь, в том числе 100 тысяч детей.
По словам председателя Координационного комитета по специальным процедурам Совета ООН по правам человека Виктора Мадригал-Борлоза, с момента начала войны федеральные власти выдали сотни ордеров на арест тыграйцев по обвинениям в причастности к Народному фронту освобождения Тыграя. Их пытали, а в некоторых случаях даже убивали. Тыграйцев отстраняли от работы, конфисковали и уничтожали их собственность. Заместитель Верховного комиссара по правам человека ООН Нада Ан-Нашиф также рассказала о массовых арестах. По её словам, после введения в Эфиопии 2 ноября 2021 года чрезвычайного положения власти стали задерживать всех, кто подозревается в поддержке НФОТ и Освободительной армии Оромо. Она сообщила о задержании нескольких тысяч человек, включая 9 сотрудников ООН и 14 журналистов.
По словам посредника Африканского союза по Эфиопии, бывшего президента Нигерии Олусегуна Обасанджо в результате двухлетнего военного конфликта погибли около 600 тысяч человек.